# Sam Baker (Footballspieler, 1985)
Samuel David Baker (* 30. Mai 1985 in Tustin, Kalifornien) ist ein ehemaliger US-amerikanischer American-Football-Spieler auf der Position des Offensive Tackles. Er spielte seine gesamte siebenjährige Profikarriere bei den Atlanta Falcons in der National Football League.

## Frühe Jahre
Baker ging in seiner Geburtsstadt Tustin, Kalifornien, auf die Highschool. Später ging er auf die University of Southern California, wo er zwischen 2003 und 2007 unter Pete Carroll für das College-Football-Team auf der Position des Offensive Tackles spielte.

## NFL
Sam Baker wurde im NFL-Draft 2008 in der ersten Runde an 21. Stelle von den Atlanta Falcons ausgewählt. Auf Grund vieler Verletzungen konnte er von seinen sieben Jahren in der NFL nur zwei komplett bestreiten. Am 15. Juni 2015 wurde Baker von den Falcons entlassen.

## Persönliches
Sam Bakers Vater, C. David Baker, war zwischen 1997 und 2008 Commissioner der Arena Football League. Baker ist verheiratet und hat eine Tochter.